# Francesco Volpe
Francesco Volpe (* 3. März 1986 in Neapel, NA) ist ein italienischer Fußballspieler, der als Stürmer eingesetzt wird.
Volpe begann seine Karriere beim FC Genua. Nach zwei Einsätzen in der Serie B wechselte er 2004 zu Juventus Turin, wo er allerdings nur in der Jugendmannschaft Primavera zum Einsatz kam. Volpe wurde 2006 an Ravenna Calcio ausgeliehen, wo er in 28 von 42 Spielen zum Einsatz kam und dabei vier Treffer erzielte. Im Sommer 2007 wechselte Francesco Volpe zur AS Livorno. Für die Saison 2009/10 folgte eine Ausleihe zur US Triestina. Nachdem der Angreifer dort regelmäßige Einsätze erhalten hatte, kehrte er im Juli 2010 wieder nach Livorno zurück. Seit 2011 spielt er beim FC Piacenza.